# Schwarze Veri Zunft

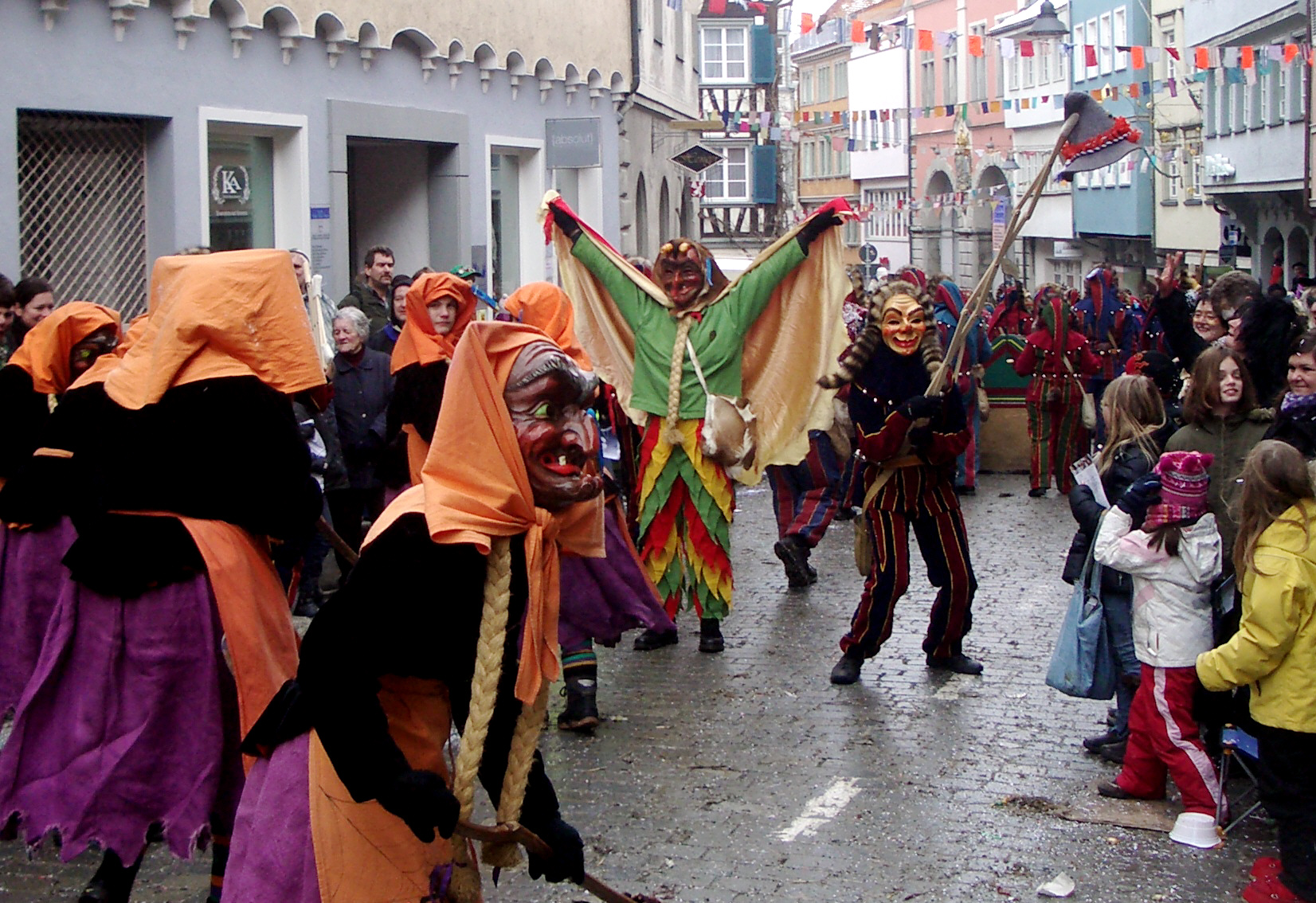
Hexenliesel, Hexenteufel und Papierkrattler der Schwarze Veri Zunft

Die Ravensburger Schwarze Veri Zunft e. V. ist eine Narrenzunft in der Tradition der schwäbisch-alemannischen Fastnacht in Ravensburg.

## Geschichte
1353 wird in einer Stadtrechtshandschrift erstmals eine Ravensburger Fastnacht erwähnt. 1541 werden der Brauch der Faßnachts-Örlin (Fasnachts-Küchlein in Hasenohrenform) erwähnt und der nächtliche Mummenschanz verboten („die mummerien, so ze nacht umbgehnd“). Ab dem 19. Jahrhundert war die Stadt dann wie die meisten Städte Süddeutschlands Schauplatz eines Karnevals rheinischer Prägung, der auch in den Gasthäusern und Vereinen der Stadt betrieben wurde. Die Wiederbelebung älterer Fastnachtstypen der schwäbisch-alemannischen Tradition – wie sie etwa die Plätzlerzunft in der Nachbarstadt Weingarten betrieb – fand in Ravensburg zunächst nicht statt. Die Saalveranstaltungen der 1911 gegründeten Milka Faschingsgesellschaft bildeten den Schwerpunkt der Ravensburger Fastnacht; bis 1960 wurde auch ein Umzug veranstaltet.
Um die Straßenfastnacht in Ravensburg wiederzubeleben und nach der immer beliebteren Art der schwäbisch-alemannischen Fastnacht neu zu gestalten, wurde im Jahre 1970 die Schwarze Veri Zunft von dem späteren langjährigen Zunftmeister Otto Lutz (1936–2018) und einigen Freunden gegründet. Die ersten Masken wurden von Otto Lutz geschnitzt. Die Zunftgründer entwickelten verschiedene Narrengruppen, die einen Bezug zur Geschichte Ravensburgs und der Region haben. Seit 1971 ist die Schwarze Veri Zunft Mitglied des Alemannischen Narrenrings e. V. 1977 wurde von jungen Zunftmitgliedern eine Musikgruppe mit dem Namen Schalmeiengruppe Schwarze Veri gegründet. Diese ging aus einer Vorläufergruppe hervor. 2001 wurde speziell für die Jugend der Zunft die Jugendgruppe Young Table gegründet. Die Schwarze Veri Zunft hatte 2013 nach eigener Angabe ca. 1300 Mitglieder.

## Narrengruppen

### Schwarze Veri Räuber

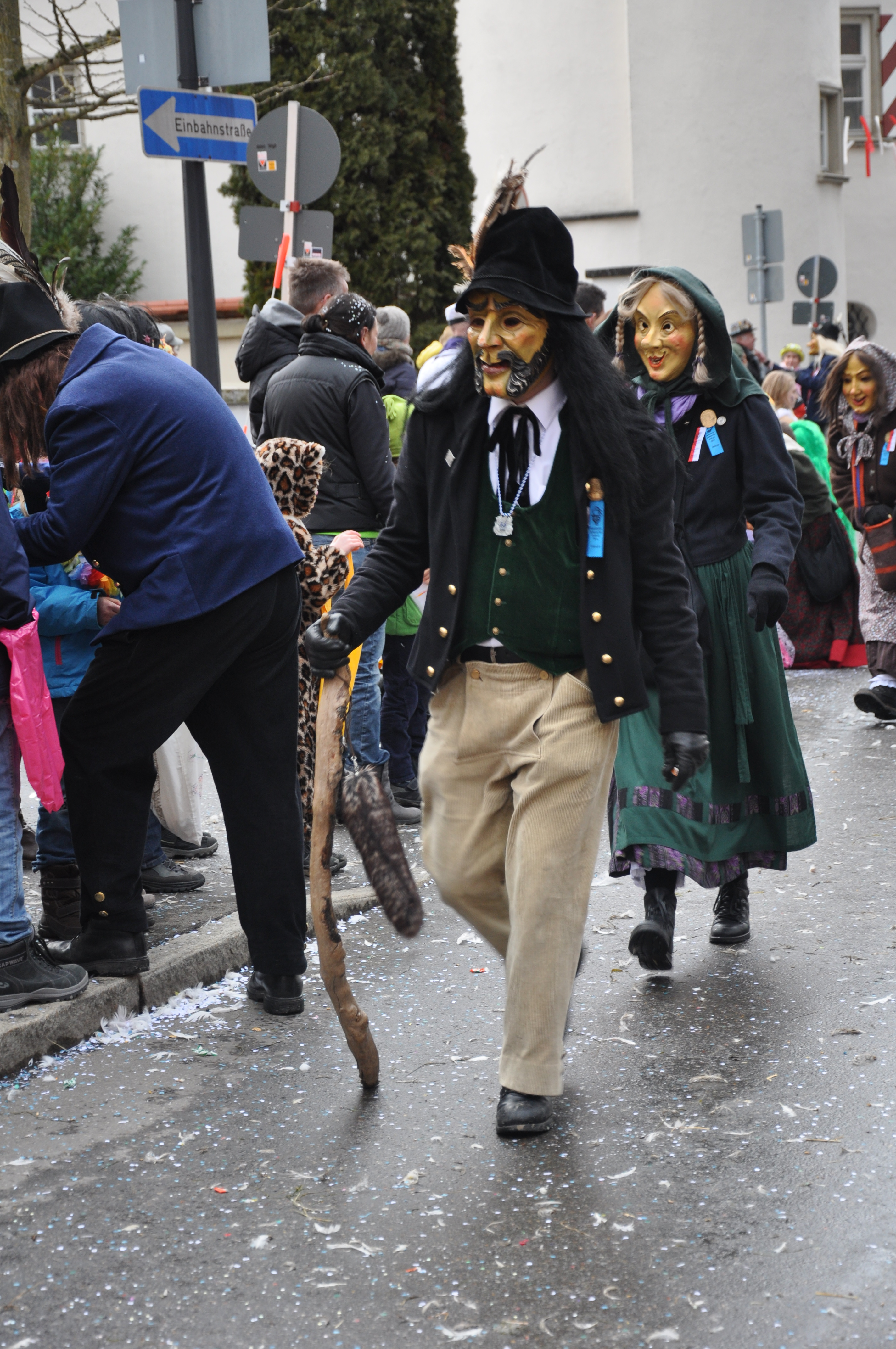
Der Schwarze Veri, Namensgeber der Zunft

Die Narrengruppe der Schwarze Veri Räuber bezieht sich auf den Räuber Franz Xaver Hohenleiter, genannt der Schwarze Veri, der mit seiner Räuberbande am Anfang des 19. Jahrhunderts in der Region sein Unwesen trieb und 1819 im Gefängnis zu Biberach durch einen Blitzschlag ums Leben kam. Er gab der Zunft seinen Namen.
Die Räubermasken sind den historischen Personen der Räuberbande des Schwarzen Veri nachempfunden.
Als Einzelmasken treten die sogenannten Stammräuber auf. Dazu gehören der namengebende Räuberhauptmann der „Schwarze Veri“ (Xaver Hohenleiter), sowie seine Kumpane der „Schöne Fritz“ (Friedrich Klumpp), der „Urle“ Veris Bruder (Ulrich Hohenleiter), der „Rote Metzger“ (Fidelis Gindele), der „Bregenzer Seppel“ (Joseph Lang).
Dazu kommen die Spießgesellen „Condeer“ (Joseph Anton Jung), der „Einäugige Fidele“ (Fidelis Sohm) und der „Scheifers Toni“ (Anton Rosenberger). Neben den Einzelmasken gibt es die Zugelaufenen: „Lätschen Done“, „Kitter Willy“ und „Krumbacher Luke“. Dies sind Gruppenmasken, die mehrfach vorkommen.
Außerdem gibt es die Räuberbräute, deren Masken namentlich nicht zugeordnet sind. Die einzige weibliche Maske mit Namen ist die „Dreckete Mutter“ (Katharina Gebhard).
Die Masken der Räuber bestehen aus geschnitztem und bemaltem Lindenholz oder Weymouthkiefer, an der ein Hut mit Federn und eine Teilperücke befestigt sind. Das Häs besteht aus Hose oder Rock, Tuchweste und kurzer Jacke in verschiedenen Farben. Die Häser lehnen sich an ein Bild des Biberacher Malers Johann Baptist Pflug (1785–1866) an.

### Hexenliesel

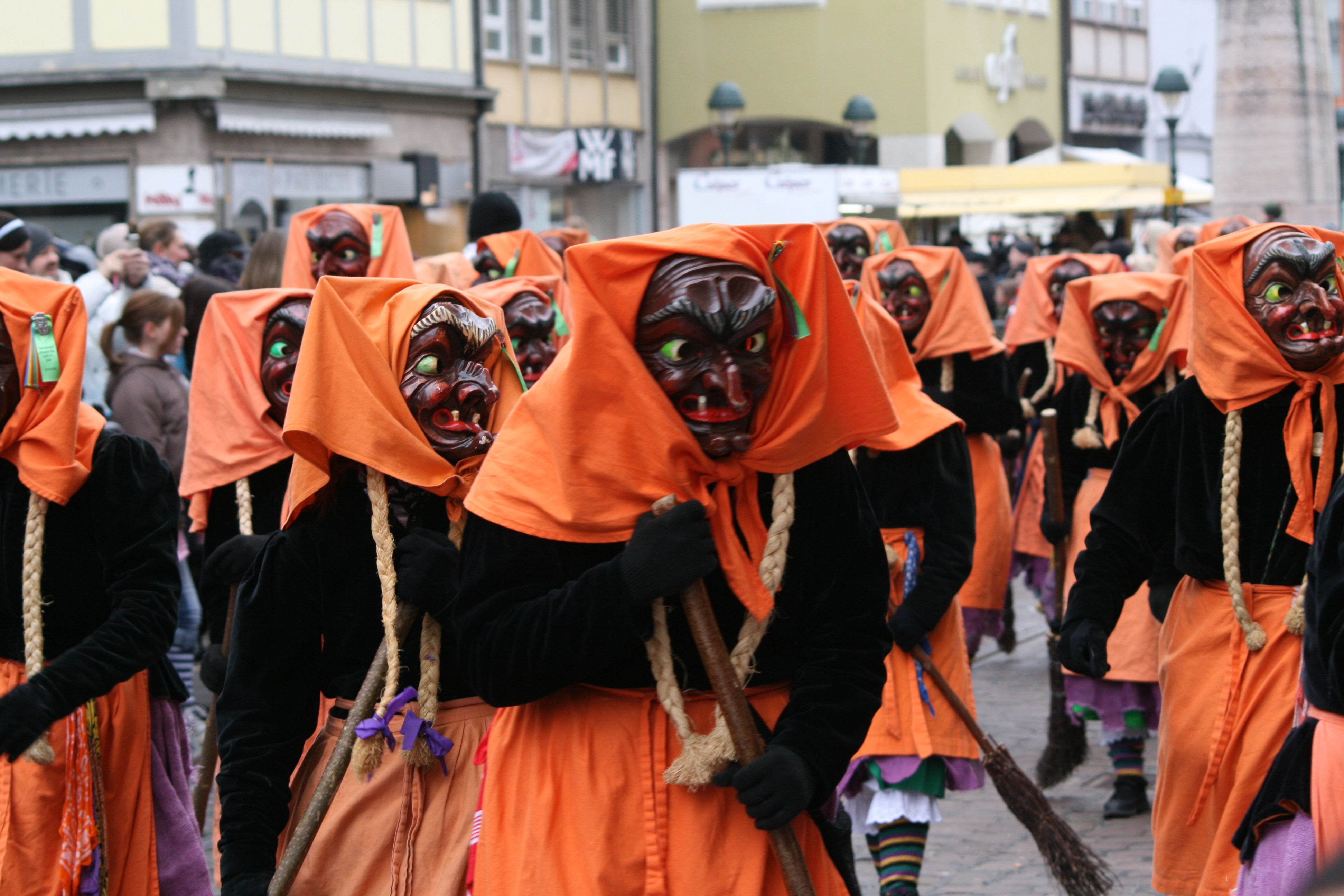
Narrengruppe Hexenliesel

Die Narrengruppe der Hexenliesel vom Pfannenstiel bezieht sich auf die historische Person der „Hexenliesel“, die im 14. Jahrhundert im Ravensburger Vorort Pfannenstiel lebte und die die Stadt der Legende nach vor einem feindlichen Überfall gewarnt haben soll.
Die Gruppenfigur der Hexenliesel besteht aus einer geschnitzten und bemalten Holzmaske, an der geflochtene Bastzöpfe und ein orangenfarbenes Maskentuch angebracht sind. Das Häs besteht aus einer schwarzen Samtjacke, einem violetten Rupfenrock und orangenfarbener Leinenschürze. Dazu gehört ein Reisigbesen. Die Masken vollführen akrobatische Übungen wie Radschlagen, Kopfstände, Pyramidenbauen oder Sprünge mit dem Besen.

### Papierkrattler

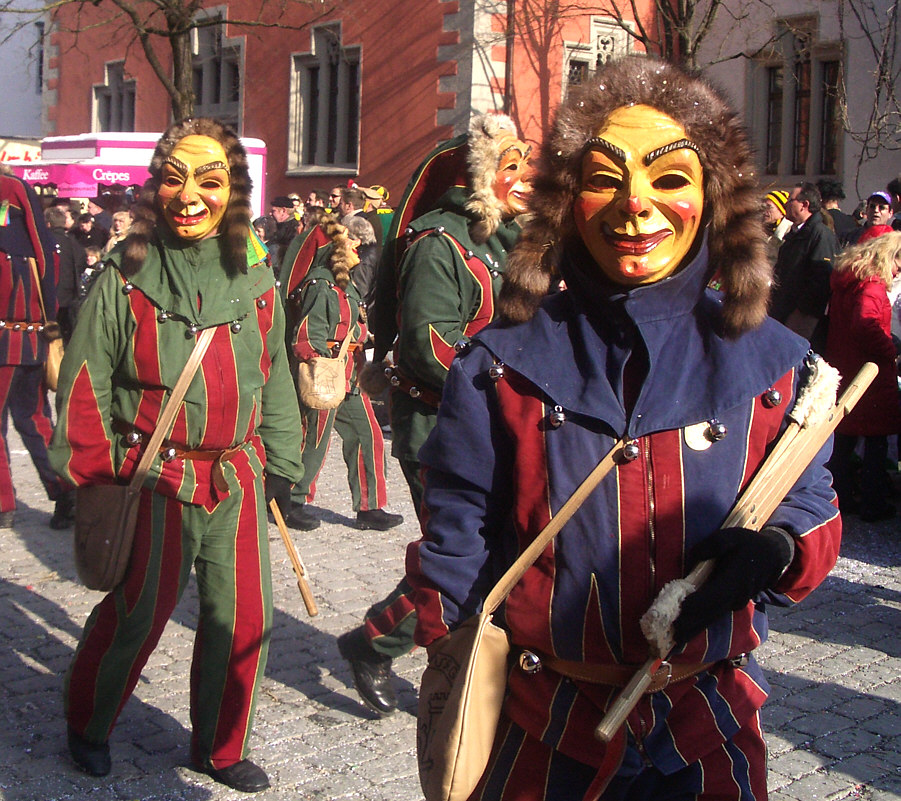
Narrengruppe Papierkrattler

Die Narrengruppe der Ölschwang Papierkrattler erinnert an die Tradition des Papiermachens, das in Ravensburg als einem der ersten Orte in Deutschland seit 1393 jahrhundertelang in mehreren Papiermühlen in den Ortsteilen Ölschwang und Schornreute betrieben wurden. Der Papierkrattler stellt den stolzen, fröhlichen und etwas verrückten Papiermüllergesellen dar.
Die Gruppenfigur des Ölschwang Papierkrattlers besteht aus einer aus Holz geschnitzten und bemalten Maske mit pelzbesetzter Zipfelmütze und einem längsgestreiften Häs mit den Grundfarben Rot, Grün oder Blau, die mit grünen, roten oder blauen Stoffspiralen kombiniert werden. Dazu trägt der Krattler am Gürtel einen Schellenkranz und an der rechten Seite eine Rupfentasche. Mit einer Streckschere treibt er Schabernack mit den Zuschauern.

### Schalmeien

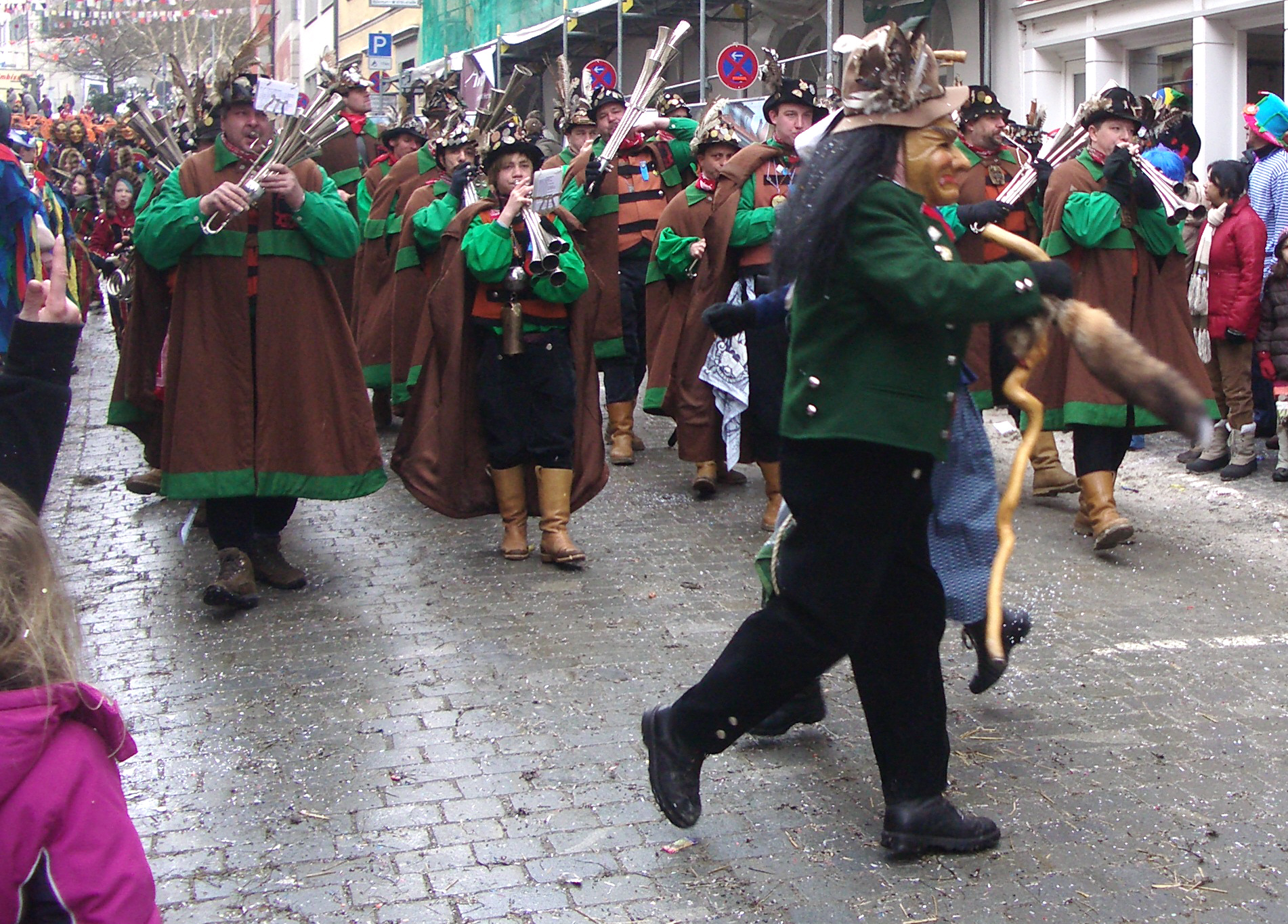
Die Schwarze Veri Schalmeien

Die Schwarze Veri Schalmeien sind eine Musikgruppe mit Schalmeien und Trommeln. Sie tragen keine Maske. Ihre Uniform ist dem Sonntagsgewand eines Bauern nachempfunden und besteht aus grünem Hemd mit brauner Jacke und schwarzer Hose und Filzhut sowie aus einem braunen Umhang. Die Schalmeien begleiten die Fastnachtsumzüge mit Fasnetsmusik.

## Weitere Narrenfiguren

### Butzhansel

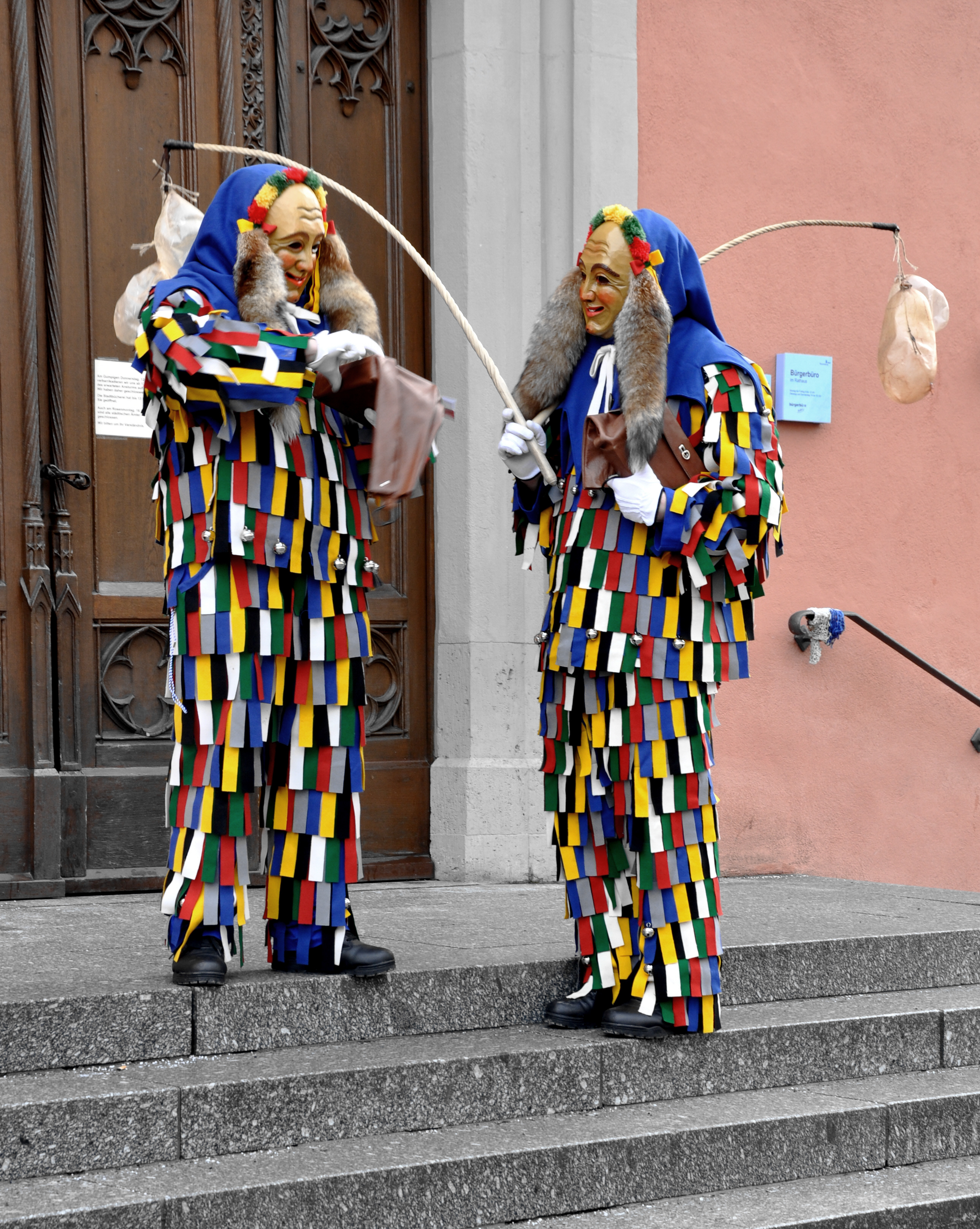
Zwei Butzhansel vor dem Rathaus

Mit dem Ravensburger Butzhansel wurde der alte Brauch des „Aufsagens“, „Strählen“ oder „Gässelen“ in der Ravensburger Fastnacht wiederbelebt. Der Butzhansel ist eine freie Maske, die sich von Mittwoch vor Fastnacht bis zum Fastnachtsdienstag in der Altstadt bewegt und den Bürgern auf schelmische Art die Leviten liest und mit ihnen Späße macht.
Die Figur trägt eine hölzerne bemalte Maske mit Pelzbesatz, eine blaue Gugel und ein buntes Flickenhäs. Dazu trägt der Butzhansel eine Saubloadragoißl (Saublasengeißel) und ein Beutelbuch, in dem Fastnachtssprüche verzeichnet sind.

### Hexenteufel
Die Einzelfigur des Hexenteufels wurde 1980 für die Feuerbeschwörung am Fastnachtsverbrennen am Fastnachtsdienstag eingeführt.
Die aus Holz geschnitzte Maske, an der ein langer Bastzopf befestigt ist, hat zwei Hörner und streckt die Zunge heraus. Das Häs besteht aus einer grünen Leinenjacke, einem weiten roten Umhang und einer mehrfarbigen Plätzlerhose. Der linke Fuß ist mit einem Ziegenfell und einem hölzernen Huf bedeckt.

### Hemdglonker
Die Hemdglonker wurden 1975 aus einer Wirtshauslaune heraus an einem Räuberstammtisch gegründet. Am Abend des Bromigen Freitags ziehen die Hemdglonker in weißen Nachthemden, Schlafmützen und Bademänteln durch die Ravensburger Innenstadt. Sie sind mit laut lärmenden Instrumenten wie Glocken, Schellen oder Topfdeckeln ausgerüstet. Inzwischen ist der Umzug von den Kindern der Ravensburger Kindergärten und deren Eltern geprägt, die auf Einladung der Zunft an dem Umzug teilnehmen.

### Schreikraga

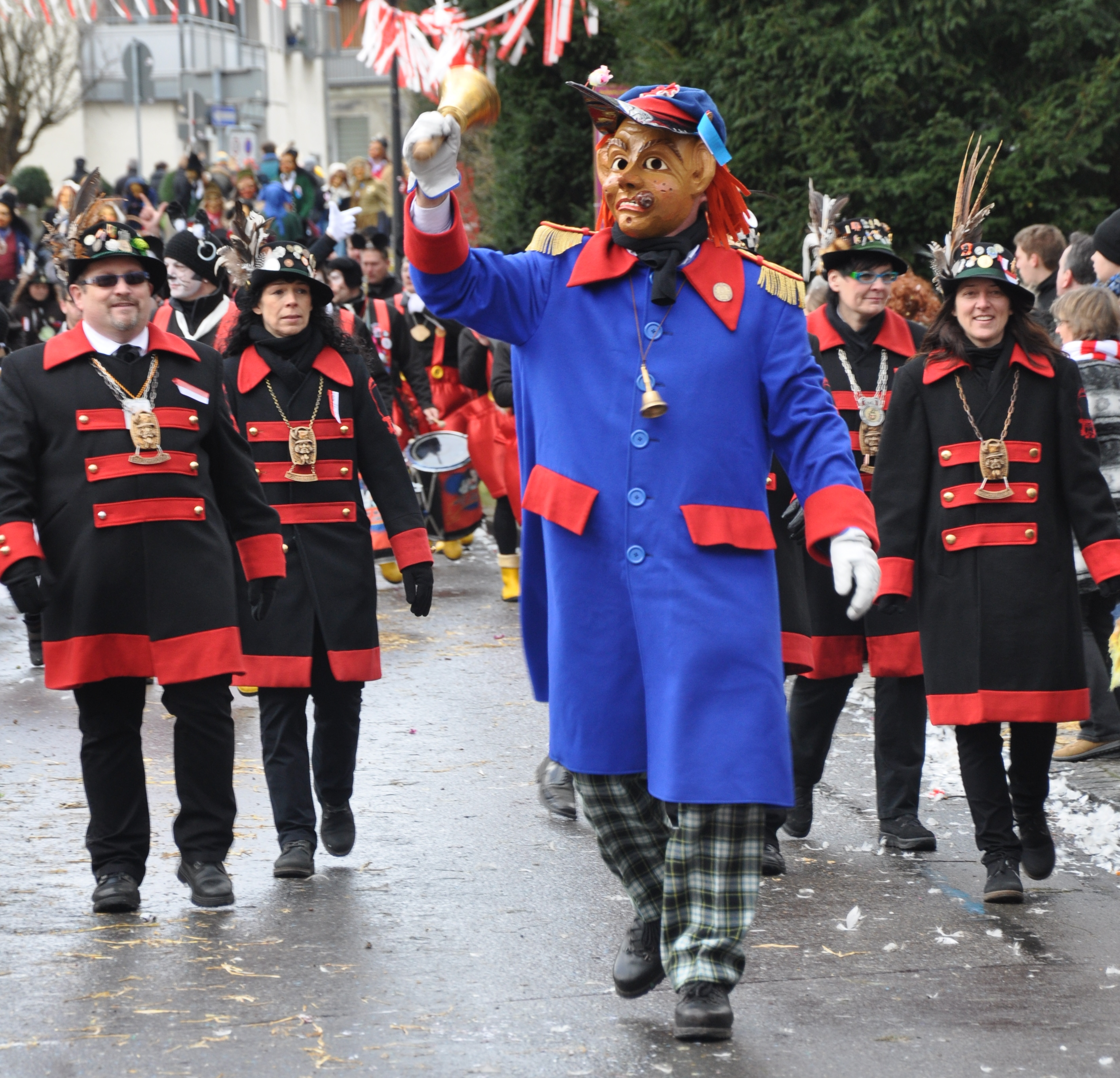
Schreikraga und Zunftrat

Der Schreikraga ist eine Art Narrenpolizist, der den Großen Narrensprung in Ravensburg seit 1976 am Fasnetsmontag mit einer Glocke anführt.
An der holzgeschnitzten Maske mit großen Ohren und einer Wurst im Mund ist eine Schildkappe angebracht. Das Häs besteht aus einem weiten blauen Mantel mit rot-goldenen Schulterklappen und einer grobkarierte Hose. Mit einer großen Handglocke verschafft sich der Schreikraga Aufmerksamkeit.

## Ablauf der Fastnacht in Ravensburg
Die Fastnacht beginnt am Dreikönigstag, dem 6. Januar, mit dem Maskenabstauben. Während der Fastnachtszeit nehmen Gruppen der Zunft an Umzügen der befreundeten Narrenzünfte in der Region teil.
Am Gumpigen Dunschtig (Donnerstag vor Aschermittwoch) finden die Maskenbefreiung und das Aufstellen des Narrenbaumes auf dem Gespinstmarkt in der Ravensburger Altstadt sowie die Schlüsselübergabe am Rathaus statt.
Am Bromigen Freitag (Freitag vor Aschermittwoch) folgt das Räuberbeutesammeln in der Innenstadt und anschließend der Hemdglonkerumzug in Kooperation mit den Ravensburger Kindergärten.
Am Schmalzigen Samstag (Samstag vor Aschermittwoch) findet die Narrenverbrüderung der Weingartner und Ravensburger Narren in jährlichem Wechsel entweder in Weingarten oder in Ravensburg statt.
Den Höhepunkt der Session ist am Fastnachtsmontag der Große Narrensprung in Ravensburg unter Beteiligung zahlreicher auswärtiger Gastzünfte.
Das Fasnetsverbrennen auf dem Gespinstmarkt in Ravensburg am Fastnachtsdienstag beschließt die Session.

## Varia
- Der baden-württembergische Ministerpräsident Lothar Späth (1937–2016) wurde 1985 zum Ehrenräuber ernannt.
- Der Weingartener Maler Conrad David Arnold schuf in den 1990er Jahren eine Serie von Aquarellen mit den verschiedenen Narrenmasken der Zunft.
- Am 23. Januar 1994 wurde der Tatort Bienzle und das Narrenspiel ausgestrahlt, der während der Ravensburger Fastnacht spielt und unter Mitwirkung der Schwarzen Veri Zunft gedreht wurde. Da keine Narrenzunft ihre Figuren als Mörder dargestellt wissen wollte, wurde vom Ravensburger Zunftmeister Otto Lutz die Maskengruppe der „Butzhansel“ nur für den Einsatz im Tatort geschaffen. Die nur für den einmaligen Auftritt konzipierte Narrenfigur gefiel den Ravensburger Narren dann aber so gut, dass sie einige Jahre später von der Ravensburger Schwarze Veri Zunft auch offiziell aufgenommen wurde.[4]
- Anfang Februar 2014 hatte der ethnologische Dokumentarfilm „Von Narren und Hexen“ der kanadischen Filmemacherin Danièle Bellemare Lee in Weingarten und Ravensburg Premiere. Der Film entstand in Zusammenarbeit mit der Plätzlerzunft in Weingarten und der Schwarze Veri Zunft.

## Weitere Narrenvereine in Ravensburg
Neben der Schwarze Veri Zunft gibt es weitere Narren- und Faschingsvereine in Ravensburg. Der Milka Faschingsverein e. V. veranstaltet hauptsächlich Sitzungsfasching im Konzerthaus Ravensburg. Die Milka-Faschingsbälle waren einst von Büttenreden und Schlagern geprägt, haben sie aber seit den 2000er Jahren in Richtung einer kabarettistischen Theatervorstellung zu aktuellen lokalen Themen entwickelt. Das Narrencomité Ravensburg ist ein freier Zusammenschluss von Narren, die die Fasnet in der Ravensburger Innenstadt durch unkonventionelle Aktionen beleben wollen. Im Ravensburger Ortsteil Weißenau gibt es die Narrenzunft Weißenau e. V., im Ortsteil Schmalegg die Narrenzunft Bettelspitz Schmalegg e. V., im Ortsteil Oberhofen die Narrenzunft Oberhofen e. V. sowie im Ortsteil Taldorf die Narrenzunft Oberzell e. V. und den Narrenverein Bavendorf e. V. (mit der Narrenfigur Bavi-Hex).